# جورج هاتشينز بينغهام
جورج هاتشينز بينغهام (بالإنجليزية: George Hutchins Bingham)‏ هو قاضي أمريكي، ولد في 19 أغسطس 1864 في ليتلتون في الولايات المتحدة، وتوفي في 25 سبتمبر 1949 في مانشستر في الولايات المتحدة.